# Kick (альбом INXS)
Kick (укр. Удар) — це шостий студійний альбом австралійського рок-гурту «INXS». Він вийшов 12 жовтня 1987 року на лейблах WEA у Австралії, Mercury Records у Європі і Atlantic Records у США та Канаді. Продюсером альбому виступив Кріс Томас.

## Список композицій
Автор музики і слів Ендрю Фаррісс і Майкл Гатченс, окрім зазначених інакше. 
| #   | Назва                 | Автор                                   | Тривалість |
| --- | --------------------- | --------------------------------------- | ---------- |
| 1.  | «Guns in the Sky»     | М. Гатченс                              | 2:21       |
| 2.  | «New Sensation»       |                                         | 3:39       |
| 3.  | «Devil Inside»        |                                         | 5:14       |
| 4.  | «Need You Tonight»    |                                         | 3:01       |
| 5.  | «Mediate»             | Е. Фаррісс                              | 2:36       |
| 6.  | «The Loved One»       | Ian Clyne, Gerry Humphreys і Rob Lovett | 3:37       |
| 7.  | «Wild Life»           |                                         | 3:10       |
| 8.  | «Never Tear Us Apart» |                                         | 3:05       |
| 9.  | «Mystify»             |                                         | 3:17       |
| 10. | «Kick»                |                                         | 3:14       |
| 11. | «Calling All Nations» |                                         | 3:02       |
| 12. | «Tiny Daggers»        |                                         | 3:29       |

| Спеціальне японське видання 1989 року | Спеціальне японське видання 1989 року | Спеціальне японське видання 1989 року | Спеціальне японське видання 1989 року |
| #                                     | Назва                                 | Автор                                 | Тривалість                            |
| ------------------------------------- | ------------------------------------- | ------------------------------------- | ------------------------------------- |
| 13.                                   | «Devil Inside» (ремікс версія)        |                                       | 6:30                                  |
| 14.                                   | «New Sensation» (Nick 12" Mix)        |                                       | 6:30                                  |
| 15.                                   | «Move On»                             |                                       | 4:48                                  |
| 16.                                   | «Need You Tonight» (Mendelsohn Mix)   |                                       | 7:02                                  |
| 17.                                   | «Different World»                     |                                       | 4:17                                  |
| 18.                                   | «Guns in the Sky (Kick Ass Mix)»      | М. Гатченс                            | 6:02                                  |

| Бонусні треки з перевидання 2002 року | Бонусні треки з перевидання 2002 року | Бонусні треки з перевидання 2002 року |
| #                                     | Назва                                 | Тривалість                            |
| ------------------------------------- | ------------------------------------- | ------------------------------------- |
| 13.                                   | «Move On» (гітарна версія)            | 3:48                                  |
| 14.                                   | «Jesus Was a Man»                     | 6:10                                  |
| 15.                                   | «Mystify» (Чикаго демо)               | 4:11                                  |
| 16.                                   | «The Trap» (демо)                     | 2:32                                  |

| Подарункове видання (Диск №2) | Подарункове видання (Диск №2)      | Подарункове видання (Диск №2) | Подарункове видання (Диск №2) |
| #                             | Назва                              | Автор                         | Тривалість                    |
| ----------------------------- | ---------------------------------- | ----------------------------- | ----------------------------- |
| 1.                            | «Move On»                          |                               | 4:48                          |
| 2.                            | «I'm Coming» (Home)                | Е. Фаррісс                    | 4:51                          |
| 3.                            | «On the Rocks»                     | Кірк Пенджілі                 | 3:08                          |
| 4.                            | «Mystify»                          |                               | 4:08                          |
| 5.                            | «Jesus Was a Man» (демо)           |                               | 6:08                          |
| 6.                            | «The Trap» (демо)                  |                               | 2:31                          |
| 7.                            | «New Sensation»                    |                               | 6:32                          |
| 8.                            | «Guns in the Sky» (Kick Ass Remix) | М. Гатченс                    | 6:03                          |
| 9.                            | «Need You Tonight»                 |                               | 7:15                          |
| 10.                           | «Mediate» (наживо з Америки)       | Е. Феррісс                    | 3:53                          |
| 11.                           | «Never Tear Us Apart»              |                               | 3:37                          |
| 12.                           | «Kick» (наживо з Америки)          |                               | 3:48                          |